# Senegalia riparia
Senegalia riparia là một loài thực vật có hoa trong họ Đậu. Loài này được (Kunth) Britton & Rose miêu tả khoa học đầu tiên năm 1936.